# Tskhumi Sukhumi
El FC Tskhumi Sukhumi és un club de futbol de Geòrgia, que juga actualment a la Regionuli Liga (concretament a la lliga regional est), el cinquè nivell del sistema de lligues georgianes.
El club va tenir la seu a Sukhumi entre el 1990 i el 1993, però després de la Guerra d'Abkhàzia (1992-1993) va ser refundat i desplaçata des d'Abkhàzia a Tbilisi.

## Història
Va ser fundat l'any 1990 a la ciutat de Sukhumi unint-se a diversos equips de Geòrgia que van abandonar el sistema de lligues de la Unió Soviètica per formar la Umaglesi Liga en aquest any, temporada en la qual va acabar en el setè lloc i, a més, va arribar a la final de la primera Copa de Georgia com a país independent on va caure en la final contra el FC Guria a la pròrroga. També va arribar a la segona final de la Copa de Geòrgia, perdent en aquest cas contra el Dinamo Tbilssi per 3 a 1.
Dues temporades després va ser subcampió de lliga només darrere del Dinamo Tbilssi però a causa de la Guerra d'Abkhàzia el Tskhumi Sukhumi va haver de deixar de participar en el campionat juntament amb tots els altres clubs de la regió, acabant en últim lloc de la lliga.
A la temporada 2014/15 el club és refundat com a membre de la Regionuli Liga, l'aleshores quarta divisió nacional de la qual va sortir campió en aquesta temporada ascendint a la Meore Lliga, on va estar per dos anys però per problemes financers van ser descendits a la divisió regional el 2017.

## Palmarès
- Subcampionat Copa de Georgia: 2
  - 1990, 1992
- Subcampionat Lliga de Georgia: 1
  - 1991-92
- Lliga Regional: 1
  - 2014/15